# HMAS Adelaide (1978)

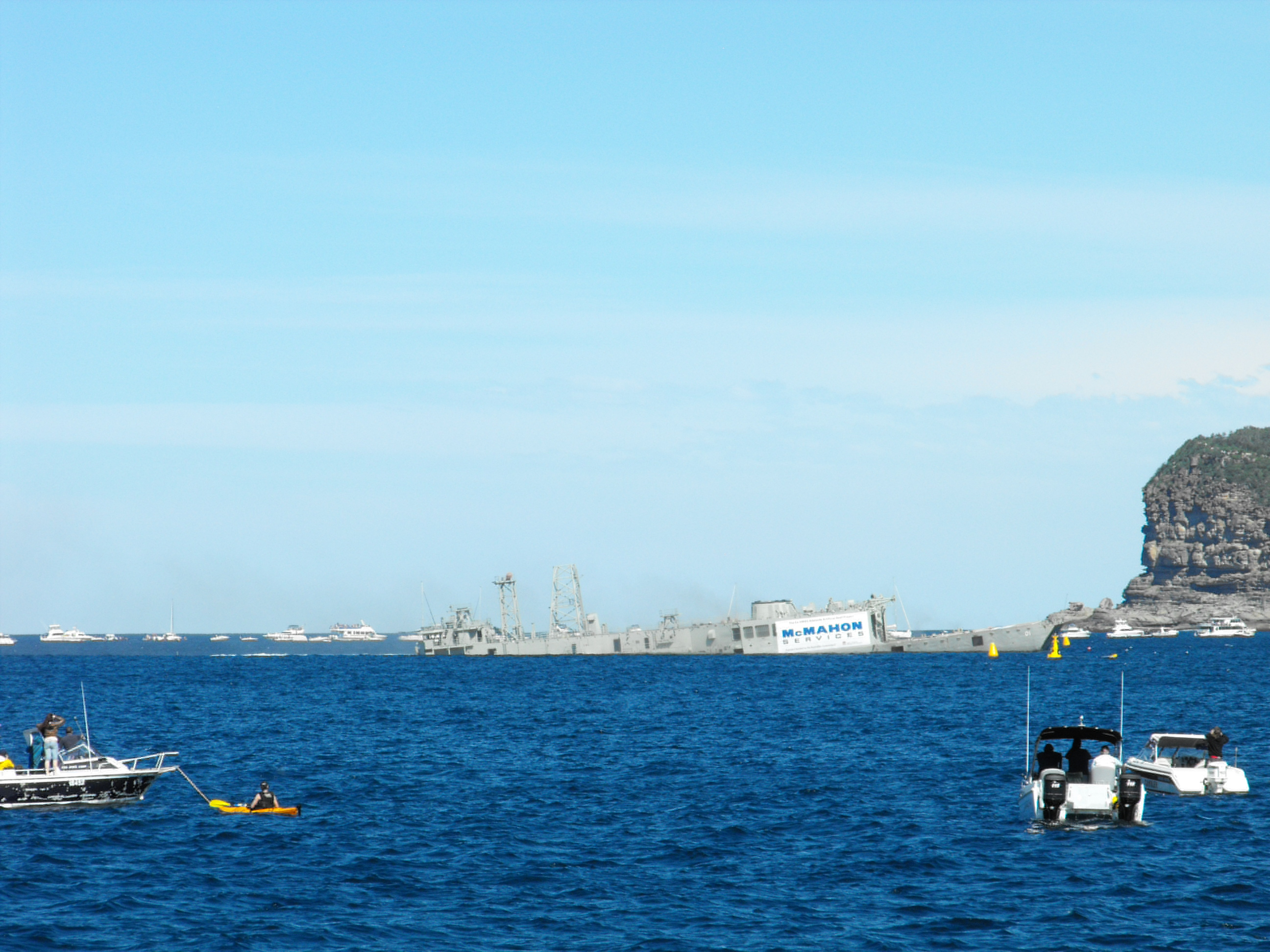
Zatopienie HMAS Adelaide jako atrakcji turystycznej (2011)

HMAS Adelaide (FFG 01) – australijska fregata rakietowa, okręt prototypowy typu Adelaide, pełniący służbę w latach 1980–2008.

## Skrócony opis
W latach siedemdziesiątych XX wieku, dowództwo Royal Australian Navy planowało wprowadzić do służby nowy typ okrętów w celu zastąpienia przestarzałych jednostek typu Daring i typu River. Rozważano dwie opcje zakupowe, pierwszą był zakup brytyjskich niszczycieli rakietowych typu 42, a drugą amerykańskie fregaty typu Oliver Hazard Perry. Finalnie zdecydowano się zakupić i wybudować na licencji fregaty typu Oliver Hazard Perry.
W kwietniu 1974 roku zatwierdzona została decyzja o nabyciu od Stanów Zjednoczonych dwóch jednostek. W 1977 zamówienie rozszerzono o zakup dodatkowych dwóch okrętów. Wszystkie jednostki konstruowane były w stoczni w Seattle, w stanie Waszyngton, należącej do Todd Shipyards Corporation (obecnie Todd Pacific Shipyards Corporation). Pierwszemu okrętowi HMAS „Adelaide”, któremu nadano numer burtowy FFG 01. Budowa fregaty rozpoczęła się w 29 lipca 1977 roku położeniem stępki, zaś wodowanie odbyło się 21 czerwca 1978. 15 listopada 1980 roku okręt uroczyście wprowadzono do służby w Royal Australian Navy podnosząc na nim banderę.
Jednostka o wyporności pełnej 4100 ton jest okrętem prototypowym całej serii sześciu fregat rakietowych typu Adelaide. Okręt mierzy 138,1 m długości, 14,3 m szerokości zaś jego zanurzenie wynosi 6,7 m. Napędzany jest dwiema turbinami gazowymi generującymi łącznie moc wynoszącą 41 000 koni mechanicznych. Tak skonfigurowana siłownia pozwala osiągnąć prędkość 30 węzłów. 

### Uzbrojenie i wyposażenie
Na uzbrojenie fregaty składały się jedna, pojedyncza wyrzutnia pocisków rakietowych Mk 13 Mod. 4 GMLS (Guided Missile Launching Systems). Jednostka ognia wynosiła 4 przeciwokrętowe pociski manewrujące RGM-84L Harpoon Block 2 oraz 36 rakiet przeciwlotniczych RIM-66L-2 Standard MR. Uzbrojenie artyleryjskie stanowiła armata uniwersalna Mk 75 kalibru 76 mm, armata przeciwlotnicza CIWS Phalanx Block 1B, zaś broń przeciwpodwodną stanowiły dwie wyrzutnie torpedowe kalibru 324 mm dla torped Mk 32.
Okręt wyposażony był m.in. w radar dozoru powietrznego dalekiego zasięgu AN/SPS-49A(V)1, radar dozoru nawodnego i nawigacyjny AN/SPS-55, holowany, pasywny system elektro-akustyczny AN/SLQ-25 Nixie oraz wyrzutnie celów pozornych kalibru 130 mm Mk 137.

## Przebieg służby

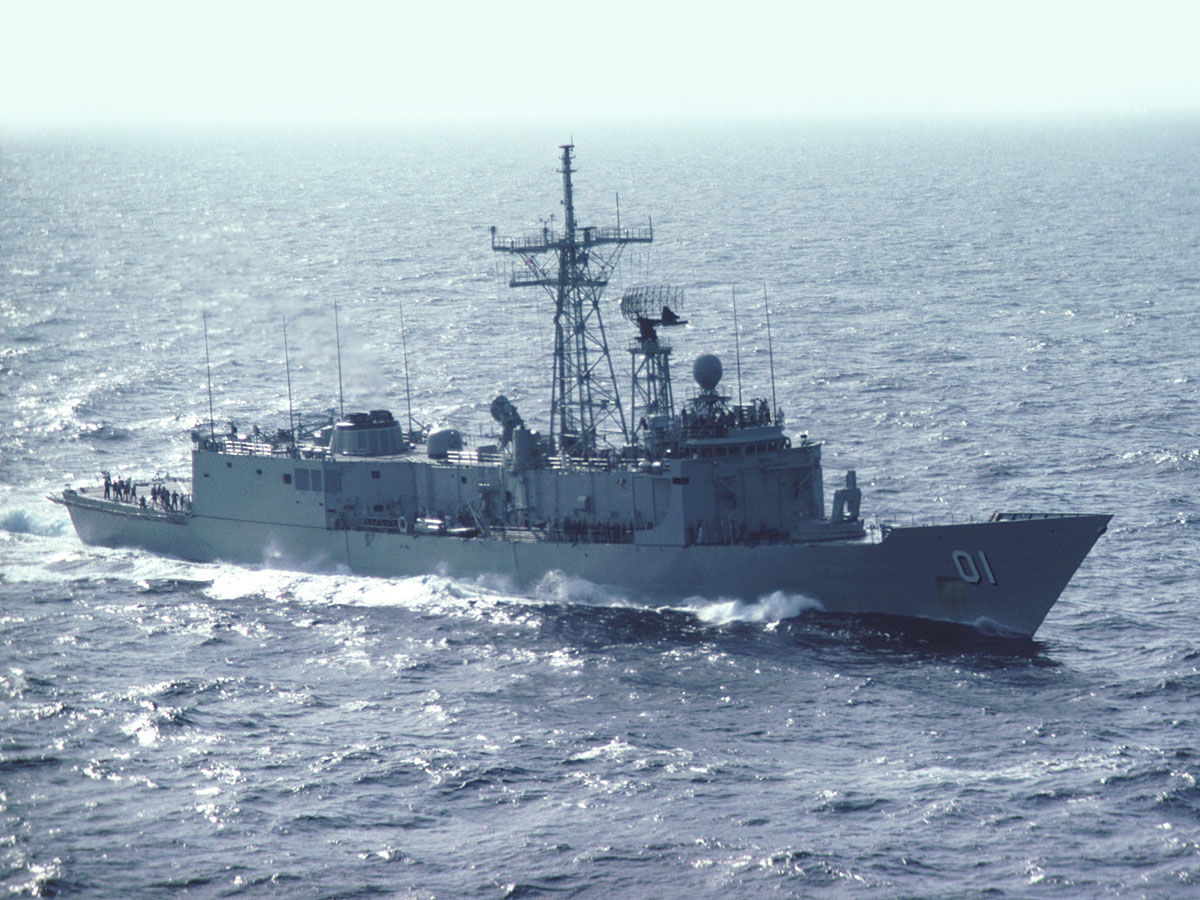
HMAS Adelaide 1982

Okręt wprowadzono do służby 15 listopada 1980 roku. W listopadzie 2003 roku, najprawdopodobniej z powodu kłopotów z realizacją programu modernizacji, zdecydowano, że dwa pierwsze okręty typu Adelaide nie zostaną poddane modernizacji i przeznaczone będą do wycofania ze służby, tym samym 19 stycznia 2008 roku HMAS „Adelaide” została wycofana ze służby. W 2011 roku, jednostka została zatopiona jako atrakcja turystyczna dla płetwonurków.